# Watersipora platypora
Watersipora platypora is een mosdiertjessoort uit de familie van de Watersiporidae. De wetenschappelijke naam van de soort is voor het eerst geldig gepubliceerd in 1999 door Seo.